# Angelusglocke (Kölner Dom)

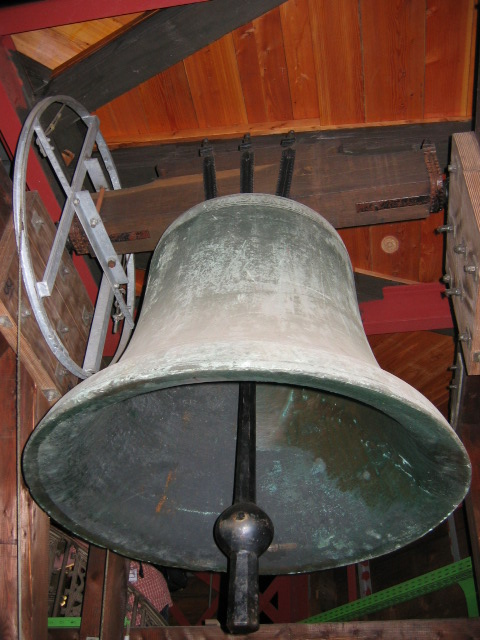
Angelusglocke – Glocke 9

Die Angelusglocke ist die Glocke 9 im Kölner Domgeläut. Sie wurde in der ersten Hälfte des 14. Jahrhunderts von einem unbekannten Gießer gegossen und ist im Glockenstuhl des Vierungsturms aufgehängt.

## Geschichte und Bedeutung
Die Angelusglocke wurde vermutlich in der Zeit der Weihe des Chores im Jahre 1322 gegossen. Sie hing ursprünglich im Dachreiter über dem Chor, dann zeitweise in der Glockenstube des Südturmes von wo aus sie per Seilzug geläutet wurde und als Stundenglocke der Domuhr diente. Sie läutete ausschließlich zum Angelus und zur Wandlung. Später wurde sie in den Vierungsturm übertragen und bildet zusammen mit der um die gleiche Zeit entstandenen Wandlungsglocke das Intervall einer großen Sexte.

## Daten

### Musikalisches
Alle Tonangaben in 16teln. V = Vertreter.
| Nominal (Schlagton) | Unterton | Prim-V | Terz  | Quint   | Abklingdauer (Unterton) | Abkling- verlauf |
| gis1 +2             | gis0 +1  | a1 −2  | h1 +7 | dis2 +3 | 108 Sekunden            | steht            |

### Technisches
| Gewicht | unterer Durchmesser | Schlagringstärke (durch Abnutzung) | Rippenkonstruktion | Aufhängung |
| ------- | ------------------- | ---------------------------------- | ------------------ | ---------- |
| 762 kg  | 1047 mm             | 76 (68) mm                         | sehr schwer        | Holzjoch   |

## Inschrift
† EN • CELVM • MATRE • QVEM • TERRA •PARIT
• SINE •PATRE • PANIS • MONSTRATUR • DEVS •
EST • CARO • VIVA • LEVATVR
Übersetzung: Siehe, o Erde, den der Himmel von der Mutter ohne Vater gebiert, er wird als Brot gezeigt, ist Gott und wird als lebendiges Fleisch erhoben.

## Läuteordnung
Die Angelusglocke wird an Werktagen um 12:00 Uhr im Anschluss an die 3×3 bzw. 4×2 Schläge der Dreikönigenglocke zum Engel des Herrn geläutet - in der Osterzeit zusammen mit der Wandlungsglocke. Ebenso erklingt sie zu den Frühmessen und Andachten in der Karwoche - an Sonntagen und Hochfesten gemeinsam mit den anderen Glocken des Vierungsturmes.
Bis zur Anschaffung der Josephsglocke im Jahre 1990 wurde sie auch jeden Abend um 19:00 Uhr zum Angelus geläutet - vor kleineren Festen ebenfalls zusammen mit der Wandlungsglocke.